# Tabanka Djaz
Tabanka Djaz é um dos mais conhecidos grupos musicais da Guiné-Bissau
Eles é trio amigos irmãos.

## História
Tabanka era o nome do grupo formado em 1986 pelos três irmãos de Tony (Micas, Zé Carlos e Juvenal Cabral) e por Aguinaldo de Pina e Rui Silva.
O grupo Tabanka Djaz formou-se em 1988 e após uma digressão nos E.U.A. resolvem gravar o seu primeiro álbum, homónimo, que foi editado em Janeiro de 1990.
O segundo disco, Indimigo, foi lançado em 1993. Em 1996 é lançado Sperança, que atinge o disco de platina e em 1997 são nomeados para os prémios de música Ngwomo Africa o equivalente aos Grammys no Continente Africano.
Em 1999, a convite de Martinho da Vila, participam no projecto "Lusofonia" e consolidam o seu estatuto, em especial a nível de embaixadores do Gumbé, um ritmo musical oriundo da região de Bissau.
Em 27 de Maio de 2002 editam Sintimento no qual participam grandes músicos como Martinho da Vila, o guitarrista guineense Tony Dudu, entre outros, num álbum recheado de novas sonoridades. Para o vocalista Micas Cabral "era um grito de revolta" de uma banda que politizou as letras mas mantém as "declarações de amor".
Uma semana após o lançamento, o quarto CD de originais recebeu o disco de prata (10.000 unidades vendidas). O disco foi apresentado na sua totalidade ao vivo na conhecida discoteca africana "B. Leza", em Lisboa.
A perda do teclista Caló Barbosa, ocorrida em 2006, a crise financeira que arrasou a indústria musical e o regresso a Angola, em 2008, do baterista Dinho Silva levaram a onze anos de silêncio.
A música "Todos os sentidos" foi incluída na compilação Africa: 50 Years of Music - 1960 / 2010 - 50 ans d'indépendances.
O disco Depois do Silêncio, lançado em Dezembro de 2013, apresenta-se assim como a celebração de 25 anos de carreira do grupo. O single de apresentação chama-se ”Foi Assim”.

## Discografia
| Título             | Ano de lançamento | Formato          | Gênero                 |
| ------------------ | ----------------- | ---------------- | ---------------------- |
| Depois Do Silêncio | 2013              | CD, Album        | Folk, World, & Country |
| Sintimento         | 2002              | CD, Album        | Folk, World, & Country |
| Sperança           | 1996              | CD, Album        | Folk, World, & Country |
| Indimigo           | 1993              | CD, Album        | Folk, World, & Country |
| Tabanka Djaz       | 1990              | Vinyl, LP, Album | Folk, World, & Country |